# Kruševica (Vlasotince)
Pour les articles homonymes, voir Kruševica.
Kruševica (en serbe cyrillique : Крушевица) est un village de Serbie situé dans la municipalité de Vlasotince, district de Jablanica. Au recensement de 2011, il comptait 337 habitants.

## Démographie
| 1948  | 1953  | 1961  | 1971  | 1981  | 1991 | 2002 | 2011 |
| ----- | ----- | ----- | ----- | ----- | ---- | ---- | ---- |
| 1 470 | 1 555 | 1 510 | 1 328 | 1 062 | 778  | 567  | 337  |

|  |